# Śluzowiak zatok przynosowych

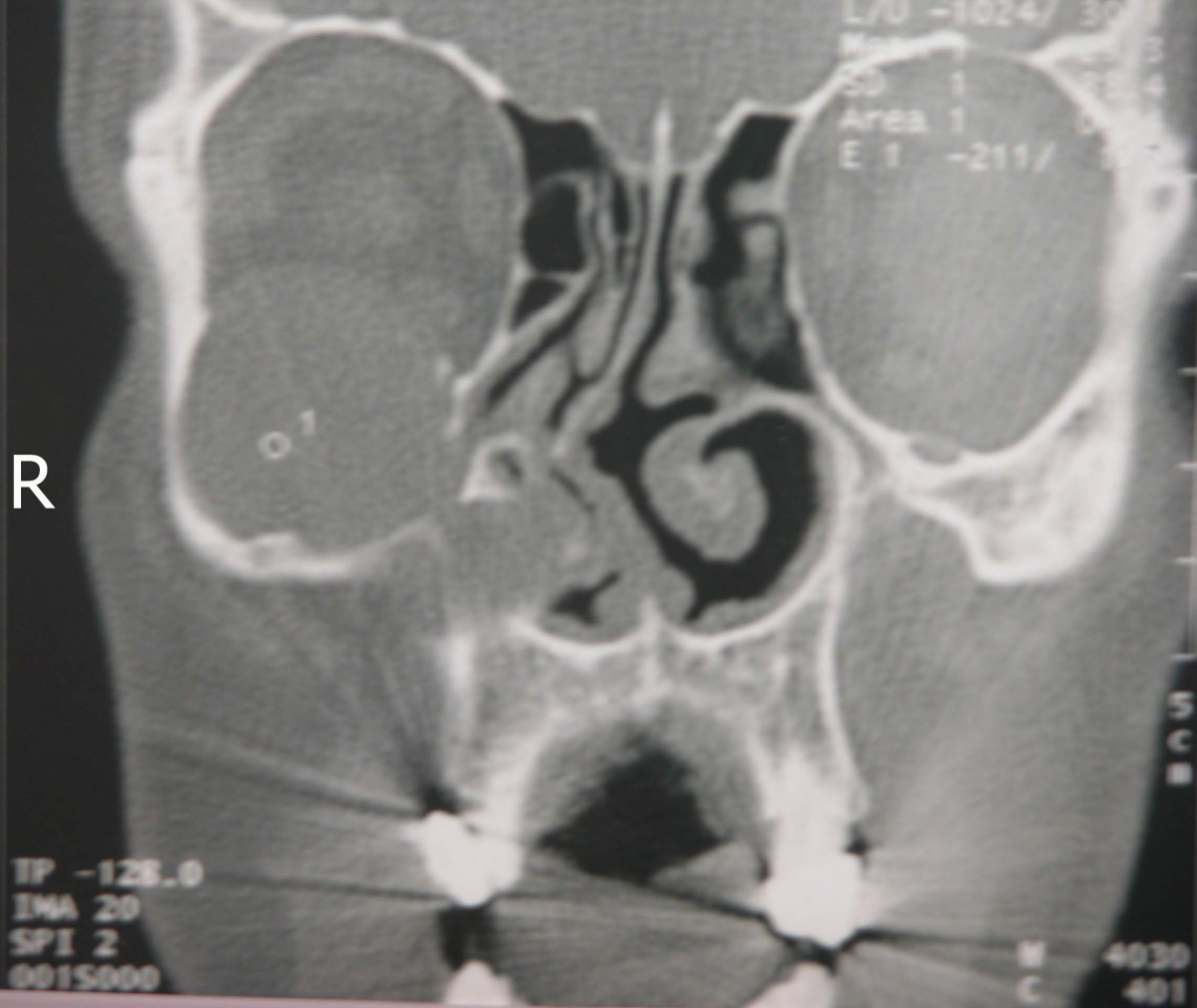
TK śluzowiaka prawej zatoki szczękowej, niszczącego górną ścianę zatoki, powodującego wytrzeszcz gałki ocznej i deformację policzka.

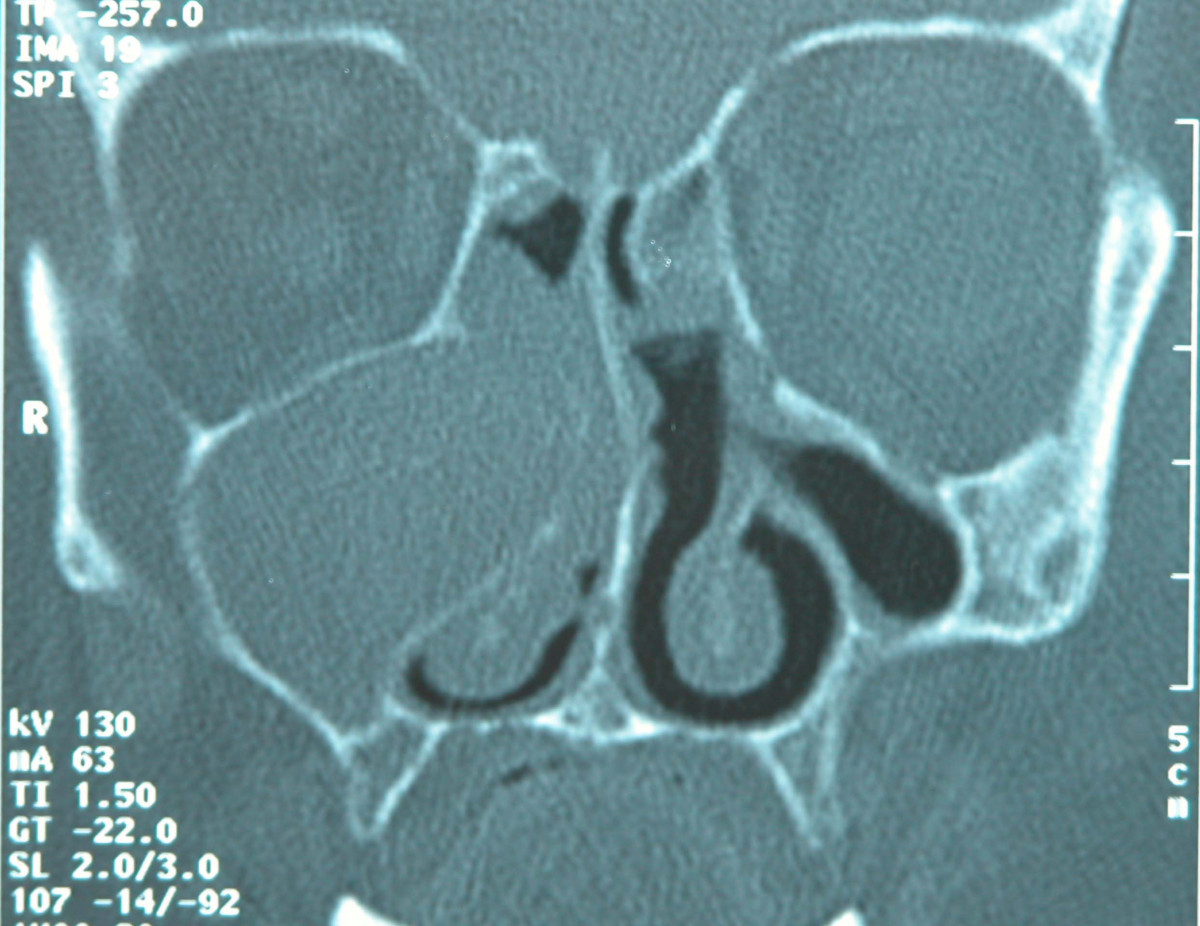
TK śluzowiaka prawej zatoki szczękowej, przemieszczającego zatokę i powodującego obturację prawej jamy nosowej.

Śluzowiak lub torbiel śluzowa (łac. mucocele) – jedna z form przewlekłego zapalenia zatok przynosowych definiowana jako nieprawidłowe gromadzenie się śluzu w zmienionej zapalnie zatoce, której ujście jest niedrożne. Powoduje to rozdęcie kości twarzoczaszki przez torbielopodobny twór jakim jest śluzowiak. Przebieg śluzowiaka jest zwykle powolny, wieloletni. Czasami nagromadzony śluz w zamkniętej zatoce może ulec nadkażeniu, powodując duże nasilenie objawów klinicznych – powstaje wówczas ropniak zatoki przynosowej (łac. pyocele). Niekiedy zatokę przynosową z zamkniętym ujściem wypełnia powietrze (łac. pneumocele).

## Epidemiologia
Śluzowiaki z jednakową częstością występują u kobiet i u mężczyzn. Rzadko występują u dzieci – zwykle w przypadku mukowiscydozy. Najczęściej jest on rozpoznawany w 3. i 4. dekadzie życia. 

## Etiopatogeneza i przebieg
Śluzowiaki najczęściej rozwijają się w zatoce czołowej i komórkach sitowych, rzadziej w zatoce szczękowej i zatoce klinowej. 
Śluzowiaki rozwijają się w zatoce przynosowej objętej przewlekłym procesem zapalnym, do którego mogą predysponować:
- odmienność budowy bocznej ściany jamy nosowej i (lub) przegrody nosa
- alergia
- nowotwory łagodne i złośliwe jam nosa i zatok przynosowych
- urazy, także jatrogenne

Ponadto warunkiem powstawania śluzowiaka jest zamknięte ujście zatoki, w której śluz gromadząc się, stopniowo rozpycha ściany zatoki mogąc doprowadzić nawet do ich zaniku z powodu ucisku. Zanik ścian kostnych powoduje ekspansję śluzowiaka, nie jest to jednak proces nowotworowy. Może on przemieszczać gałkę oczną penetrując do wnętrza oczodołu, kiedy rozwija się w zatokach sitowych. Konsekwencją tego może być podwójne widzenie lub zaburzenie ostrości wzroku. Gdy śluzowiak bierze swój początek z zatoki czołowej istnieje duże niebezpieczeństwo jego ekspansji w kierunku przedniego dołu jamy czaszki, poprzez zanik tylnej ściany zatoki czołowej. Śluzowiaki rozwijające się w zatoce klinowej, ze względu na obecność wokół niej ważnych struktur anatomicznych, mogą powodować wiele powikłań z zaburzeniami czynności przysadki mózgowej włącznie.

## Objawy kliniczne
Objawy śluzowiaka danej zatoki zależą od jego umiejscowienia, jednak istnieje pewna grupa objawów wspólnie charakteryzująca tę jednostkę chorobową:
- silne bóle głowy (szczególnie twarzoczaszki)
- asymetria twarzy (związana jest z szerzeniem się śluzowiaka i zanikiem ścian kości):
  - deformacja policzka
  - deformacja czoła
  - deformacja gałek ocznych
    - wytrzeszcz
- chorzy rzadko uskarżają się na objawy związane z przewlekłym stanem zapalnym jamy nosowej i zatok przynosowych.
- w zaawansowanych przypadkach śluzowiak może przebić się na zewnątrz skóry twarzy np. policzka lub powieki.
- zapalenie szpiku kości czaszki – najczęściej kości czołowej w przebiegu śluzowiaka zatoki czołowej. Powstaje wtedy na czole guz o „ciastowatej” konsystencji, tzw. guz Potta.

W badaniu ORL:
- śluzowa, lub ropna wydzielina w jamach nosa
- polipy nosa – nie zawsze
- przekrwienie i obrzęk o różnym nasileniu w badaniu rynoskopowym
- często jednak badanie rynoskopowe pozostaje bez istotnych odchyleń

## Rozpoznanie
Diagnostyka jedynie radiologiczna. Daje to obraz zakresu ekspansji śluzowiaka, jej położenie, stosunki anatomiczne z innymi strukturami, co jest kluczowe dla zaplanowania leczenia operacyjnego na oddziale otolaryngologicznym. Podstawowym badaniem jest TK zatok przynosowych w kilku projekcjach. Wartość diagnostyczna zwykłego zdjęcia rentgenowskiego zatok przynosowych jest oceniana jako raczej znikoma. Badanie MRI pokazujące bardzo dobrze tkanki miękkie uzupełnia jedynie badanie TK, gdyż nie widać na nim kości, co jest ważne dla określenia np. zniszczenia kości przez śluzowiaka.

## Diagnostyka różnicowa
Przebieg śluzowiaka z ekspansją poprzez kości czaszki czasami do oczodołu lub jamy czaszki w pierwszej kolejności musi uwzględniać wykluczenie procesu nowotworowego twarzoczaszki. Ponadto należy pamiętać o nieinfekcyjnych schorzeniach takich jak: torbiel retencyjna, przepuklina oponowa lub oponowo-mózgowa, torbiel zębopochodna zatoki (dotyczy to zatoki szczękowej) oraz tętniaki.

## Leczenie
Jest wyłącznie operacyjne. Zależy ono od rozległości i umiejscowienia śluzowiaka. Otolaryngolodzy bądź chirurdzy szczękowo-twarzowi wykorzystują techniki z dojścia zewnętrznego (klasyczna chirurgia zatok przynosowych) oraz endoskopowe (wewnątrznosowe) – FESS. Obecnie coraz częściej mówi się o technice FESS jako podstawowej technice leczenia śluzowiaków zatok przynosowych.